# 南昌地铁2号线
南昌地铁2号线（官方文件正式名称：南昌市轨道交通2号线）是南昌市一条运营中的轨道交通线路，2号线从九龙湖组团到罗家镇。其中一期工程为站前南大道到辛家庵，两端站均预留期延伸的能力；一期长约23.61公里，设21座车站，其中6座为换乘站。

## 简介
南昌地铁2号线线路呈几字形，一期工程设21个站，线路长23.3km，于2013年10月25日开工，二期南延7.9km于2015年开工；原计划于2017年12月实现通车试运营因老城区2015年才全面动工，后改为分段开通，先开通一期部分车站与二期南延段。
2017年8月18日，南昌地铁2号线首通段（地铁大厦-南路、全长19.63公里，设站17座）开通，而后通段（地铁大厦-辛家庵，全长11.88公里，设站11座）于2019年6月30日通车。2号线全长31.51公里，设站28座。
2号线代表色为南昌轨道黄■
| 工期     | 通车段   | 区间                     | 长度(公里)              | 长度(公里) | 车站总数 | 车站总数 | 配属车辆                                   | 配属车辆                                   | 车辆基地           | 动工日期       | 启用日期      |
| -------- | -------- | ------------------------ | ----------------------- | ---------- | -------- | -------- | ------------------------------------------ | ------------------------------------------ | ------------------ | -------------- | ------------- |
| 一期     | 后通段   | 地铁大厦（不含）－辛家庵 | 批复23.3 实际23.61      | 11.88      | 21       | 7        | 22列/132辆                                 | 12列                                       | 不適用             | 2013年10月25日 | 2019年6月30日 |
| 一期     | 首通段   | 西站南广场－地铁大厦     | 批复23.3 实际23.61      | 19.63      | 21       | 17       | 22列/132辆                                 | 22列                                       | 不適用             | 2013年10月25日 | 2017年8月18日 |
| 二期南延 | 首通段   | 南路－西站南广场（不含） | 先建7.9 批复8.5 实际7.9 | 19.63      | 7        | 17       | 12列/72辆                                  | 22列                                       | 生米南车辆综合基地 | 2015年         | 2017年8月18日 |
| 二期东延 | 二期东延 | 辛家庵（不含）－南昌东站 | 10.52                   | 10.52      | 9        | 9        | 批复15列/90辆；已运营段11列 实际26列/156辆 | 批复15列/90辆；已运营段11列 实际26列/156辆 | 昌东停车场         | 2021年9月      | 2025年6月28日 |

西端南延线大致在2014年到2015年配合九龙湖新区基建同步开始建设，属于未批先建；受到南延的建设红角洲车辆段（也称西客站综合基地）被取消；在2014年3月21日公示的《南昌市城市快速轨道交通建设规划（2014-2020）环评》中二号线一期没有任何车辆基地。

## 车辆
2号线使用B型车，设计最高时速为80km/h，一期工程初期将配置22列列车，每列6节编组共132辆。
2016年6月30日2号线首列车抵达1号线的瑶湖定修段；8月28日二列车完成组装。
2号线列车除了首四列后续全部在江西中车长客组装；10月28日江西中车长客轨道车辆有限公司生产的首列列车抵达瑶湖定修段。
2号线南延伸的12列列车受通车实际情况影响将在2号线一期后通段通车时投入使用；而一期的22列则作为首通段投入使用。
2号线东延批复15列列车，而已有路段显示45列列车，实际11列列车视为工程外已运营段存量而不在批复中，但最终2号线东延采购26列156辆。
2024年09月南昌地铁2号线东延线首列车0235接车。

## 车站
南昌地铁2号线共设37个站，一期工程设21个站，二期工程（西端南延线和东延线）共设16个站，西南端和东南端都预留延伸能力。
| 二期南延 首通段 | 南路       |  | —     |                      | 地下一层侧式                | 红谷滩区           |
| 二期南延 首通段 | 南昌中学   |  | 0.890 |                      | 地下一层侧式                | 红谷滩区           |
| 二期南延 首通段 | 生米       |  | 1.210 |                      | 地下一层侧式                | 红谷滩区           |
| 二期南延 首通段 | 九龙湖南   |  | 0.910 |                      | 地下一层侧式                | 红谷滩区           |
| 二期南延 首通段 | 市民中心   |  |       |                      | 地下二层侧式                | 红谷滩区           |
| 二期南延 首通段 | 鹰潭街     |  |       |                      | 地下一层侧式                | 红谷滩区           |
| 二期南延 首通段 | 国博       |  | 1.298 |                      | 地下一层侧式                | 红谷滩区           |
| 一期 首通段     | 西站南广场 |  | 1.199 | █ 4号线              | 地下二层岛式                | 红谷滩区           |
| 一期 首通段     | 南昌西站   |  | 0.650 | 南昌长途汽车西站     | 地下二层岛式                | 红谷滩区           |
| 一期 首通段     | 龙岗       |  | 1.090 |                      | 地下二层岛式                | 红谷滩区           |
| 一期 首通段     | 国体中心   |  | 1.600 |                      | 地下二层岛式                | 红谷滩区           |
| 一期 首通段     | 卧龙山     |  | 1.170 |                      | 地下二层岛式                | 红谷滩区           |
| 一期 首通段     | 岭北       |  | 1.300 |                      | 地下二层岛式                | 红谷滩区           |
| 一期 首通段     | 前湖大道   |  | 1.430 |                      | 地下二层岛式                | 红谷滩区           |
| 一期 首通段     | 学府大道东 |  | 0.859 |                      | 地下二层岛式                | 红谷滩区           |
| 一期 首通段     | 翠苑路     |  | 1.601 |                      | 地下二层岛式                | 红谷滩区           |
| 一期 首通段     | 地铁大厦   |  | 1.384 | █ 1号线              | 地下三层岛式                | 红谷滩区           |
| 一期 后通段     | 雅苑路     |  | 0.983 |                      | 地下二层岛式                | 红谷滩区           |
| 一期 后通段     | 红谷中大道 |  | 1.173 |                      | 地下三层岛式                | 红谷滩区           |
| 一期 后通段     | 阳明公园   |  | 2.638 |                      | 地下二层岛式                | 东湖区             |
| 一期 后通段     | 青山路口   |  | 0.979 | █ 3号线 青山客运驿站 | 地下二层岛式                | 东湖区             |
| 一期 后通段     | 福州路     |  | 0.603 |                      | 地下二层岛式                | 东湖区             |
| 一期 后通段     | 八一广场   |  | 0.794 | █ 1号线              | 地下二层岛式                | 东湖区／西湖区     |
| 一期 后通段     | 永叔路     |  | 0.706 |                      | 地下二层岛式                | 西湖区             |
| 一期 后通段     | 丁公路南   |  | 0.835 | █ 4号线              | 地下二层岛式                | 西湖区             |
| 一期 后通段     | 南昌火车站 |  | 0.995 | 南昌长途汽车站       | 地下二层岛式                | 青山湖区           |
| 一期 后通段     | 顺外       |  | 0.680 |                      | 地下二层岛式                | 青山湖区           |
| 一期 后通段     | 辛家庵     |  | 1.380 |                      | 地下二层岛式                | 青山湖区           |
| 二期东延        | 楞上       |  |       |                      | 地下二层岛式                | 青云谱区／青山湖区 |
| 二期东延        | 北罗       |  |       |                      | 地下二层岛式                | 青山湖区           |
| 二期东延        | 李巷       |  |       |                      | 地下二层岛式                | 青山湖区           |
| 二期东延        | 沈桥       |  |       |                      | 地下二层岛式                | 青山湖区           |
| 二期东延        | 观田       |  |       |                      | 地下二层岛式                | 青山湖区           |
| 二期东延        | 罗家集     |  |       |                      | 地下二层岛式                | 青山湖区           |
| 二期东延        | 枫下       |  |       |                      | 地下二层岛式                | 青山湖区           |
| 二期东延        | 国展中心   |  |       |                      | 地下二层岛式 （三层为预留） | 青山湖区           |
| 二期东延        | 南昌东站   |  |       |                      | 地下二层岛式                | 青山湖区           |

- 站距数据一期来自轨道交通2号线站点交通一体化规划，二期南延来自南昌市红谷滩新区九龙湖地下综合管沟工程环境影响评价第二次公告（简本）。

## 运营

### 时刻表
通车初期首班车7：00，末班车21：00；2019年6月30日起首班车首班车6：00，末班车22：00。
2019年9月1日起运营时间改为6:00-22:30。
2020年1月27日，因疫情运营时间改为7:00-21:00；4月1日起恢复正常运营。

### 客流
2017年8月18日通车起线网客流为33.25万人次（18日）、35.54万人次（19日）、32.46万人次（20日）。

## 附属设施

### 控制中心
控制指挥中心与1号线共用。

### 主变电所
一期计划设两座主变电所，分别为学府大道主变和塘子河主变电站。
其中学府大道主变电站位于丰和大道与学府大道交汇十字路口，靠近学府大道东站。
塘子河主变电站东湖区阳明路靠近八一大桥处，靠近红阳区间中间风井。

### 车辆段
一期原计划在起点站西站南广场附近设红角洲车辆段（别名西客站综合基地），2013年2月车辆段的出入库线已获得建设用地规划许可证，因二期南延在2013年提出并以未批先建模式迅速在2014年到2015年配合九龙湖新区基建同步开始建设；虽未公开取消原因但二期南延较短且起点站也设有车辆基地，两个车辆段相距过近。在2014年3月21日公示的《南昌市城市快速轨道交通建设规划（2014-2020）环评》中二号线一期没有任何车辆基地，标志着一期车辆段被取消。
二期南延生米南车辆综合基地，占地约610亩。

### 风井
一期工程红谷中大道~阳明公园站区间长约2.3公里，共设1个中间风井位于位于赣江东岸八一大桥引桥与沿江北大道围合地块；用地面积约2.87亩，建筑面积3344.70平方米，地下五层地上一层。
二期南延为明挖，其中南路站至九龙湖南站区间的通风功能改由沿线明挖行轨区间上方设置风井，共计67组风井。2024年11月15日停运区间客运对这些风井进行改造，12月15日改造完毕12月21日恢复运营。

### 信号系统
2号线一期和南延使用的是上海电气泰雷兹的SelTrac CBTC系统；车地无线通信采用TETRA+WiFi网络来承载。
2号线二期东延长线使用的是泰雷兹泰雷兹的TSTCBTC®2.0系统，可兼容一期系统。

### 电梯
蒂升电梯：2号线南延线正线南路站至国博站15台电梯及57台自动扶梯、生米南基地运营大楼5台电梯。
上海三菱电梯：2号线一期工程正线西站广场站至地铁大厦站18台电梯及75台自动扶梯、生米南基地综合维修楼3台电梯。
通力电梯：2号线2号线一期工程正线地铁大厦站至辛家庵站22台电梯及85台自动扶梯。
1号线北延、东延及2号线东延工程全线配有211台电扶梯。

### 屏蔽门
一期和二期南延屏蔽门品牌均为方大智源科技。
二期东延屏蔽门为佳都。

## 历史
2008年在最初的规划中2号线计划东起罗家镇西至望城，包括远期将长达39km，且规划图显示罗家镇将继续往东南方向跨过抚河到庵前村附近，而赣江西段也将在前湖大道分差设置支线到前湖大学城，这两端规划在后续规划中均无出现；而当时的一期规划是西站到洪都大道。而在2010年末决定将东起点延伸到辛家庵站；根据2012年底的山江湖综合开发战略确认2号线将从西站南延；2013年初决定南延伸7.6公里，设地铁站8座，原本2号线的西延将交给4号线。

### 一期
- 2008年9月15日开始公示5条线路的规划中包括2号线[99][100][101]。
- 2009年7月国务院批准《南昌市城市轨道交通近期建设规划(2009-2016年)》，该规划包括2号线[102][103]。
- 2009年11月12日南昌市轨道交通二号线一期工程环境影响评价公众参与信息公告[104][105]
- 2010年4月8日《南昌市轨道交通二号线一期工程环境影响评价第二次公示》[106][107][108]。
- 2010年9月14日环境保护部批复《南昌市轨道交通二号线一期工程环境影响报告书》[109]。
- 2010年12月26日一期工程东起点延伸到辛家庵站[110]。
- 2011年6月24日一期将新增滕王阁站取消中航大厦站[111]。
- 2011年12月14日公示一期21个站点名称[112]。
- 2012年2月9日公示的一期21个站点名称被确定下来，和公示的一致未有改动[113]。
- 2012年11月国家发展改革委批准了《南昌市轨道交通2号线一期工程可行性研究报告》[4][5]。
- 原定于2012年11月30日开建[114]卧龙山站于2013年1月15日开工，而南昌西站已开始建设[115]。
- 2013年1月30日公示《南昌市城市快速轨道交通线网规划调整》，对2号线延长线方案进行调整，位于国铁南昌西站北下方的2号线终点站南昌西站将延伸到国铁南昌西站南侧设站前南大道站，4号线将移动到此与其换乘并顺接原2号线西延段[116]。
- 2013年1月31日公布移民安置计划同时再次公布路线图，此线路图没有了滕王阁站[117]。有关人士表示取消此站是处于安全考虑[118]。
- 2013年2月1日确定过江位置，相比之前再次往南移[119]。
- 2013年5月世界银行给2号线一期工程2.5亿美元低息政策性贷款[120]。
- 2013年8月15日2号线南昌市轨道交通二号线工程环境影响评价公示[121]，公布了《南昌市轨道交通二号线工程环境影响评价报告书》[122]。
- 预计将在2013年10月开建[123][124]的2号线于2013年10月25日正式开工，预计2017年底通车[125][126]。
- 2014年9月18日2号线首台盾构作业[127]。

### 二期南延
- 2013年1月30日公布的2号线延长线选线方案确认2号线二期南延，7站7.6公里[128]。
- 2013年5月底政府规划第二轮地铁建设的三个方案，三个方案都将建设2号线两端延伸线[129][130][131]。
- 2013年6月1日确认2号线两段延伸（二期）将于2014年至2017年建设[132]。
- 2013年8月15日确定2号线二期的两端延伸后全线将长达40.2公里[133]。
- 2013年11月5日《南昌市红谷滩新区九龙湖地下综合管沟工程环境影响评价第一次公示》对延长段调整，改为南延7.9公里，共设6座车站和一座综合基地[26][27][28]
- 2013年12月3日《南昌市红谷滩新区九龙湖地下综合管沟工程环境影响评价第二次公告（简本）》[134]
- 2013年12月计划包涵2号线南延段的《红谷滩新区九龙湖地下综合管沟工程》于2014年开工建设[135]。
- 2014年1月26日的2014-2020建设规划显示2号线西段南延伸将设年限从2014年到2017年[136]。
- 2014年3月21日公布的“南昌市城市快速轨道交通建设规划（2014-2020）环评”显示2号线详细走向[137]。
- 2014年4月1日红谷滩新区九龙湖地下综合管沟工程办理《建设用地规划许可证》批前公示[138][139]。
- 2014年5月20日开始土建施工招标[140][141]。
- 2014年9月19日九龙湖地下综合管沟工程第三方测量招标公告[142]
- 2015年1月14日《南昌市轨道交通2号线南延线工程环境影响评价第一次公示》[143][144]
- 2015年8月31日《南昌市轨道交通2号线南延线工程环境影响评价文件拟受理情况的公示》[145][146]
- 2015年9月21日南昌市轨道交通2号线南延线工程环境影响评价文件拟批准的公示[147]
- 2015年10月19日江西省环境保护厅关于南昌市轨道交通2号线南延线工程环境影响报告书的批复[148]。
- 2015年10月23日关于南昌市轨道交通2号线南延工程规划选址的批前公示[149][150][151]
- 2015年11月5日江西省发展改革委关于南昌市轨道交通2号线南延线工程可行性研究报告的批复[29]
- 2015年12月4日南昌轨道交通集团有限公司办理南昌市轨道交通2号线南延工程 （7站6区间1综合基地）《建设用地规划许可证》公示[152]。
- 2016年3月确认新增市民中心站。[30][31]
- 2016年6月南昌市城乡规划局批复了包括新增市民中心站在内的所有站点、沿线区间和生米南综合基地的建设用地规划许可证[153]。

### 一期和二期南延
2016年1月21日获德国政府贷款1亿欧元（约合7.1亿人民币）。
- 2016年9月9日辛家庵[155]到卧龙山区间[156]的车站获批建设工程规划许可证；还包括塘子河主变电站[157]和学府大道主变电站[158]。
- 2016年9月12日国体中心[159]到南路村区间[160]的车站获批建设工程规划许可证[161]。
- 2016年10月2日2号线首通段（南路-地铁大厦）全线洞通[16]。
- 2016年11月25日2号线首通段轨通[162]。
- 2018年12月21日2号线后通段（雅苑路-辛家庵）全线洞通。[163]
- 2019年1月29日2号线后通段全线轨通。[164]
- 2019年3月3日2号线后通段全线电通。[165]
- 2019年6月21日，2号线后通段通过试运营基本条件专家评审。[166]
- 2019年6月30日上午，2号线后通段开通试运营。[12]
- 2024年11月15日，因风井改造施工，南路、大岗、生米3站暂停运营[73]，于12月21日恢复运营[76]。
- 2024年12月15日，大岗站更名为南昌中学站。[167][168]

### 二期东延
- 2018年10月有论坛网友爆出《南昌市轨道交通第二期建设规划调整方案》图[169][170]，随后11月正式公布的《南昌市城市轨道交通第二期建设规划调整（2020-2025）》证实了之前的图，本次方案对1、2号线延伸进行了调整[171][172]。
- 2019年4月2日公布《南昌市城市轨道交通第二期建设规划调整（2020-2025）》环评公众意见征询[173]，5月规划局公示[174]。
- 2020年6月24日《南昌市轨道交通1号线北延、1号线东延及2号线东延工程设计咨询项目招标公告》[175]
- 2020年7月6日《南昌市轨道交通2号线东延工程项目的公示》[176][177]
- 2020年12月15 日《南昌市轨道交通2号线东延工程环境影响评价第一次信息公示》[178][179]
- 2021年1月19日《南昌市轨道交通2号线东延工程环境影响评价征求意见稿公示》[180][181]
- 2021年4月28日南昌轨道交通1号线北延、东延及2号线东延工程土建施工项目开始招标。[182]
- 2021年5月8日《南昌市轨道交通2号线东延工程 环境影响评价报批前公示》[183][184]
- 2021年8月4日《南昌市轨道交通2号线东延工程站点设施详细规划批前公告》[185]
- 2021年9月7日2号线东延工程项目《建设项目用地预审与选址意见书》批前公告[186]
- 2021年9月开工。[187]
- 2021年10月18日可行性研究报告的批复[188][32]
- 2021年10月27日初步设计的批复[189][190]。
- 2022年1月18日《南昌市轨道交通2号线东延工程站点设施详细规划批后公布》[191]
- 2022年7月4日《轨道交通2号线东延工程项目建设工程规划许可证批前公告》[192]
- 2022年9月30日《轨道交通2号线东延工程项目规划建筑设计方案批后公布》[193]
- 2022年11月2日调整东延工程可行性研究报告的批复[194]，12月23日东延工程设计变更的批复[195]
- 2024年6月1号线2号线延长线站名公示。[196]
- 2024年8月6日，经南昌市政府批准，南昌市民政局公布了2号线东延段车站的正式命名。[197]
- 2025年5月15日南昌市交通运输局公布了《南昌市轨道交通1、2号线延长线公交配套衔接方案》公示。[198]
- 2025年6月25日，市政府新闻办公室宣布2号线东延段将于6月28日10时18分开通初期运营。[35]
- 2025年6月28日10时18分，地铁2号线东延段开通初期运营[199]

## 事故
2016年5月14日2号线八一广场站工地旁路面塌方，事故未造成人员伤亡。